# Strigapoderopsis submarginatus
Strigapoderopsis submarginatus es una especie de coleóptero de la familia Attelabidae.

## Distribución geográfica
Habita en Guinea, Kenia. Malaui, Namibia,  Sudáfrica, Tanzania, Uganda, República Democrática del Congo y Zimbabue.